# Bisdom Cerreto Sannita-Telese-Sant’Agata de’ Goti
Het bisdom Cerreto Sannita-Telese-Sant'Agata de' Goti (Latijn: Dioecesis Cerretana-Thelesina-Sanctae Agathae Gothorum; Italiaans: Diocesi di Cerreto Sannita-Telese-Sant'Agata de' Goti) is een in Italië gelegen rooms-katholiek bisdom met zetel in de stad Cerreto Sannita in de provincie Benevento. Het bisdom behoort tot de kerkprovincie Benevento, en is samen met het aartsbisdom Sant'Angelo dei Lombardi-Conza-Nusco-Bisaccia, de bisdommen Ariano Irpino-Lacedonia en Avellino en de territoriale abdij Montevergine, suffragaan aan het aartsbisdom Benevento.

## Geschiedenis
Het bisdom werd in de 5e eeuw opgericht als bisdom Telese o Cerreto Sannita. Op 30 september 1986 werd het samengevoegd met het bisdom Sant'Agata de' Goti.

## Bisschoppen van Cerreto Sannita-Telese-Sant’Agata de’ Goti
- 1986-1991: Felice Leonardo (vanaf 1957 bisschop van Telese o Cerreto Sannita; vanaf 1982 apostolisch administrator van Sant'Agata de' Goti)
- 1991-1997: Mario Paciello
- 1998-heden: Michele De Rosa

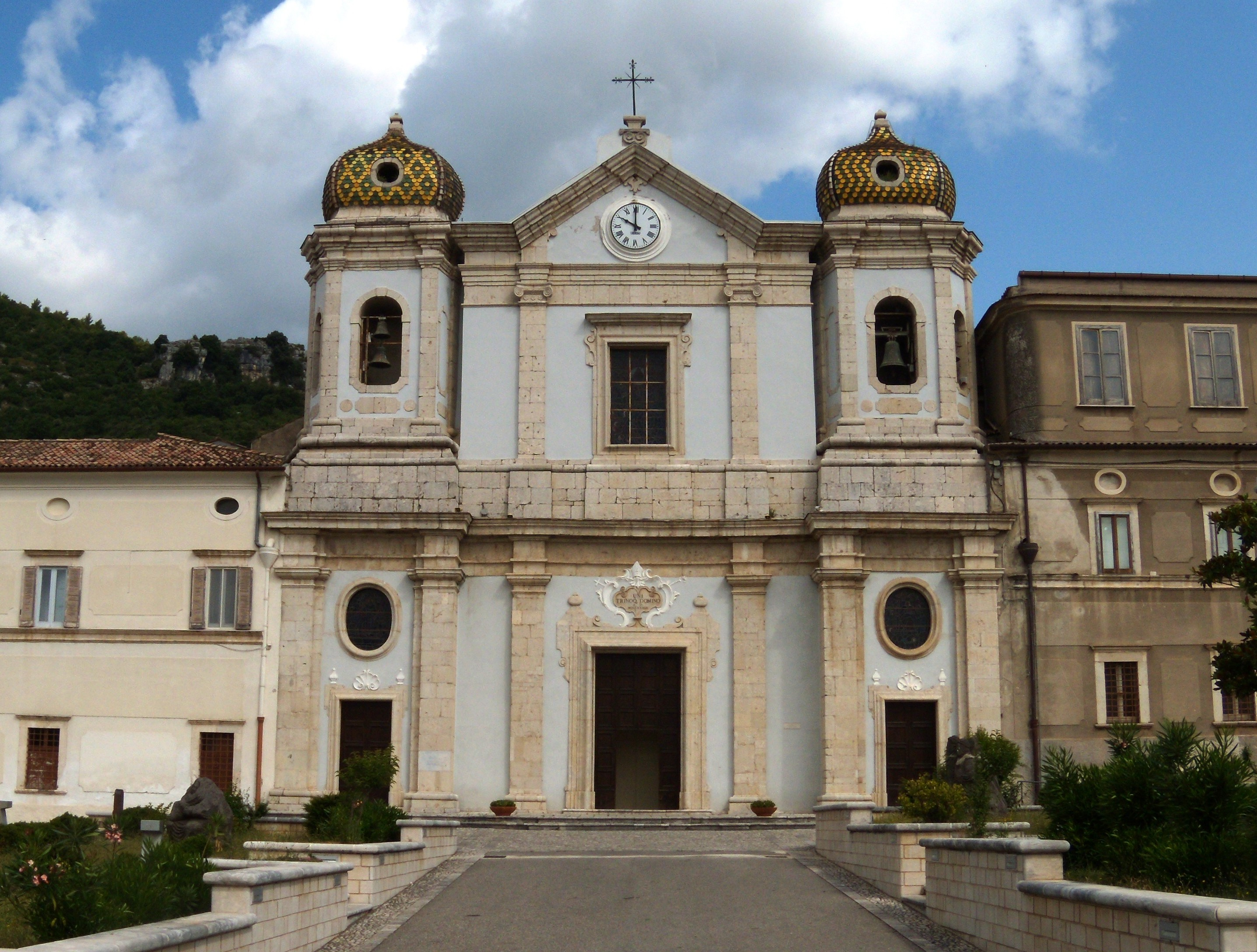
kathedraal van Cerreto Sannita
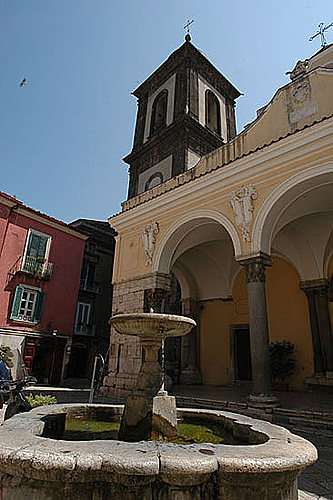
Cokathedraal van Sant'Agata de' Goti
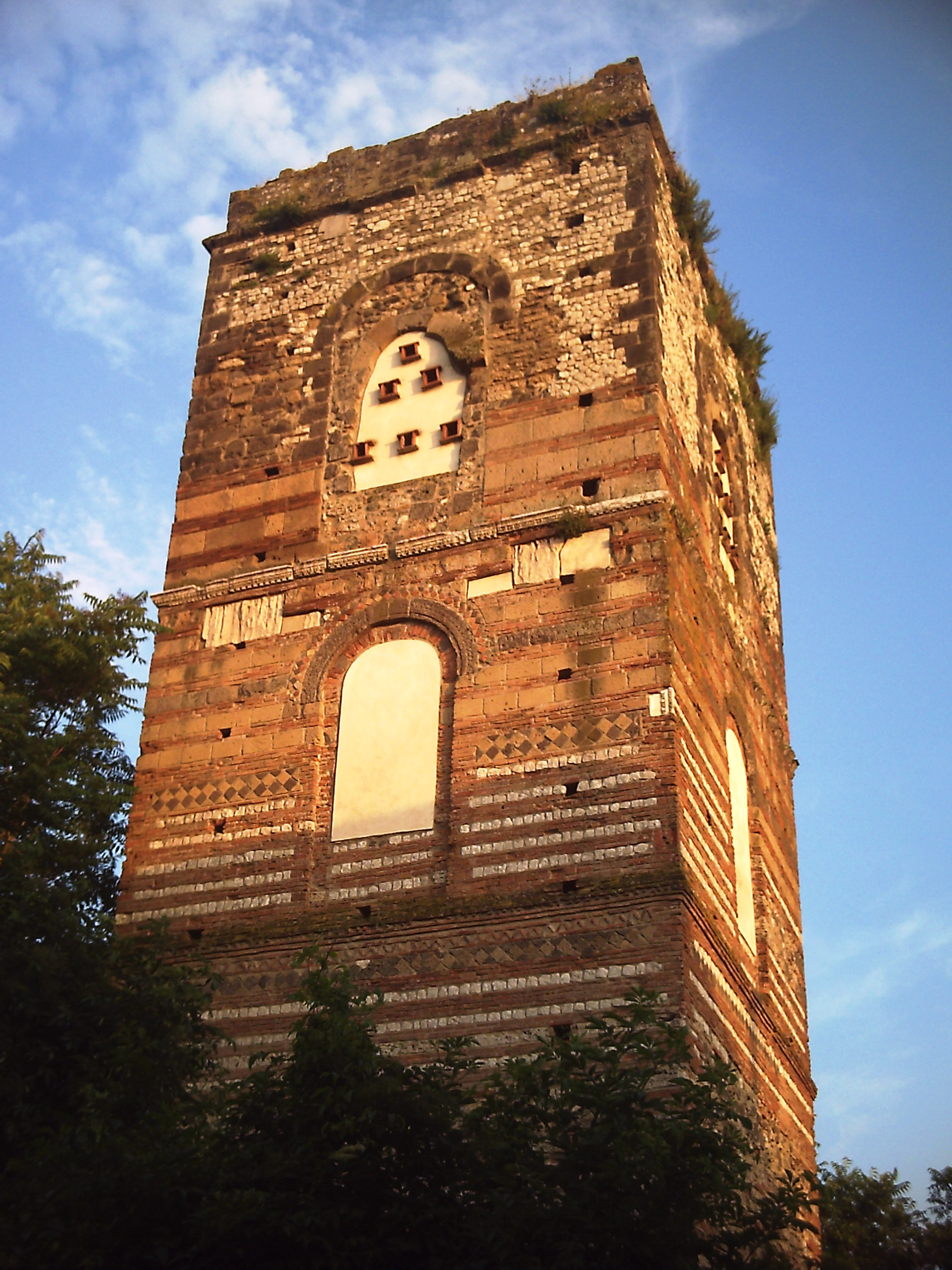
Ruïne van de kathedraal van Telese
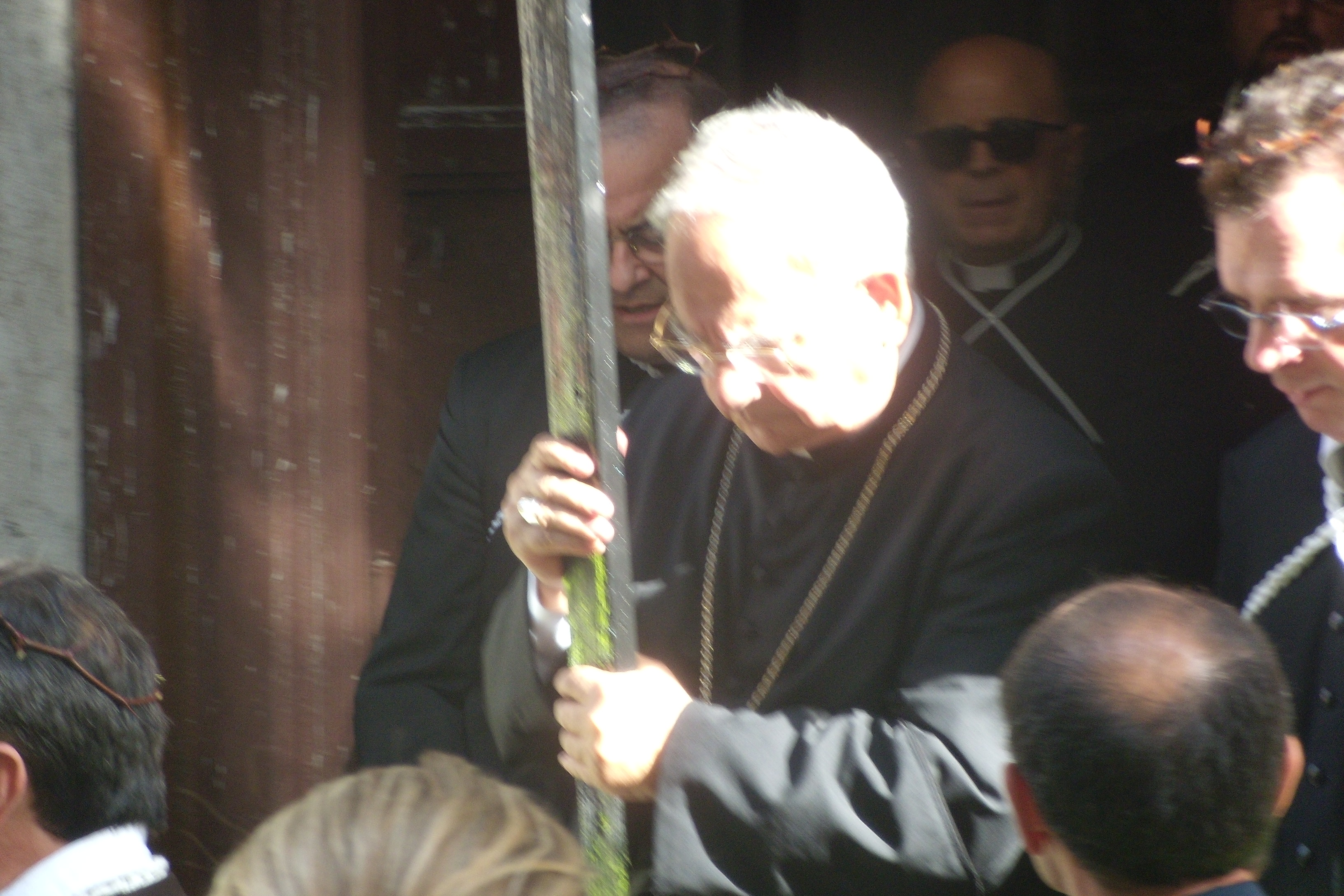
Bisschop De Rosa in 2010